# USS LST-286
O USS LST-286 foi um navio de guerra norte-americano da classe LST que operou durante a Segunda Guerra Mundial.